# سيجو وو
سيجو وو (بالإنجليزية: Sijue Wu)‏‏ (وُلدت في 15 مايو 1964 في الصين) رياضياتية أمريكية. حاصلةُ على جائزة روث ليتل ساتر في الرياضيات عام 2001 بالتشارك مع كارين إي. سميث، تقديرًا لعملها على مشكلة قديمةٍ في معادلة موجة المياه.